# San Gregorio (California)
San Gregorio es un área no incorporada ubicada en el condado de San Mateo en el estado estadounidense de California. San Gregorio se encuentra ubicado en el Área de la Bahía de San Francisco, al este de la Ruta Estatal 1 y al sur de Half Moon Bay.

## Geografía
San Gregorio se encuentra ubicada en las coordenadas 37°19′38″N 122°23′12″O / 37.32722, -122.38667.